# Charlie Cook (trener)
Charlie Cook (ur. 12 października 1972) – walijski piłkarz, grający na pozycji pomocnika, trener piłkarski. Posiada również obywatelstwo Turks i Caicos.

## Kariera piłkarska

### Kariera klubowa
Występował w klubach Maidenhead United F.C., Hampton & Richmond Borough F.C., Ware F.C. i Hitchin Town F.C. Przez cztery lata pobytu na Turks i Caicos od 1999 do 2003 grał w miejscowym KPMG United FC.

### Kariera reprezentacyjna
W latach 2000-2008 bronił barw narodowej reprezentacji Turks i Caicos.

## Kariera trenerska
Grając w Cardiff Grange Harlequins A.F.C. w MacWhirter Welsh Football League Division Two, rozpoczął pracę trenerską w niepełnym wymiarze godzin w młodzieżowej akademii Cardiff City. Wcześniej pracował z Cardiff City Ladies F.C. na Ninian Park, zanim klub został rozwiązany, po czym został ponownie powołany do szkolenia w Akademii. W 2006 on prowadził reprezentację Turks i Caicos. Obecnie pomaga trenować Cardiff City F.C..